# Patriarchat von Antiochia
Das Patriarchat von Antiochia (auch Patriarchat von Antiochien) ist ein altkirchliches Patriarchat mit dem historischen Zentrum Antiochia am Orontes (Antiochien). Die antiochenische gehörte zu den frühesten Gemeinden des Christentums und spielte eine bedeutende Rolle in der Christianisierung des Römischen Reiches. Der Überlieferung zufolge wurde es vom Apostel Petrus gegründet. Dessen legitime Nachfolge beanspruchen, nach Spaltung des Patriarchats im Gefolge des Konzils von Chalcedon und nachfolgenden Trennungen, heute mindestens drei Kirchen. Ein jedes dieser Patriarchate betrachtet ihren eigenen Patriarchen als legitimen Nachfolger des Apostels Petrus auf der Kathedra von Antiochia. Aus historischen Gründen residiert keines dieser Kirchenoberhäupter noch in der Stadt Antiochia (heute Antakya in der Türkei).

## Syrisch-orthodoxe Kirche
Die Syrisch-Orthodoxe Kirche von Antiochien ist eine der Orientalisch-orthodoxen Kirchen, die das Konzil von Chalcedon ablehnen. Patriarch war bis 2014 Moran Mor Ignatius Zakka I. Iwas, der in Damaskus residierte. Sein Nachfolger wurde Ignatius Ephräm II. Karim. Der Gottesdienst des syrisch-orthodoxen Patriarchats steht in der Tradition des Antiochenischen Ritus; Liturgiesprache ist überwiegend das Syrische. Die Kirche steht in Glaubens- und Sakramentengemeinschaft mit den Kopten, den Armeniern, der äthiopischen und eritreischen Kirche und einem Teil der Thomaschristen Südindiens, nämlich der Malankara syrisch-orthodoxen Kirche. Zur Ehren des heiligen Ignatius von Antiochia führen seit der frühen Neuzeit alle Patriarchen dieser Kirche zusätzlich zum eigenen den Amtsnamen Ignatius.

## Rum-orthodoxe Kirche
Das Griechisch-Orthodoxe Patriarchat von Antiochien, heute bevorzugt die „Rūm-orthodoxe Kirche“ genannt, ist eine der byzantinisch-orthodoxen Kirchen und steht in vollständiger Kommunion- und Konzelebrationsgemeinschaft mit den anderen Kirchen dieser Konfession. Nach dem Konzil von Chalcedon vereinten sich in dieser Kirche diejenigen Gläubigen, die das Chalcedonense anerkannten und sich dadurch von den „Jakobiten“, der heutigen syrisch-orthodoxen Kirche, unterschieden. Wegen ihrer Anhänglichkeit an den Kaiser in Byzanz wurden sie auch Melkiten genannt. Die Rūm-orthodoxe Kirche hat etwa im 10. Jahrhundert die Konstantinopler Liturgie übernommen. Gottesdienstsprache dieses Patriarchats war neben dem Griechischen auch, zeitweise überwiegend, das Syrische, ist jedoch seit dem 20. Jahrhundert modernes Arabisch. Der Patriarch residiert ebenfalls in Damaskus.

## Römisch-katholische Kirche

### Katholische Ostkirchen
Drei katholische Ostkirchen, die zwischen dem 7. und dem 18. Jahrhundert aus den beiden oben genannten Kirchen hervorgegangen sind, bezeichnen ihr jeweiliges Oberhaupt ebenfalls als Patriarchen von Antiochien. Im Einzelnen handelt es sich um:
- die maronitische Kirche (Sitz: Jounieh bei Beirut),
- die melkitische griechisch-katholische Kirche (Sitz: Damaskus),
- die syrisch-katholische Kirche (Sitz: Beirut).

### Lateinisches Patriarchat
Von der Kreuzzugszeit bis 1953 gab es zusätzlich einen Lateinischen Patriarchen von Antiochien, der nach dem Scheitern der Kreuzfahrerstaaten in Rom residierte und schließlich nur noch den Titel eines Patriarchen führte. 1953 starb der letzte Amtsinhaber. 1964 wurde die Institution durch Papst Paul VI. ebenso wie die beiden Lateinischen Patriarchate von Alexandria und Konstantinopel abgeschafft.